# Abwehrflammenwerfer 42

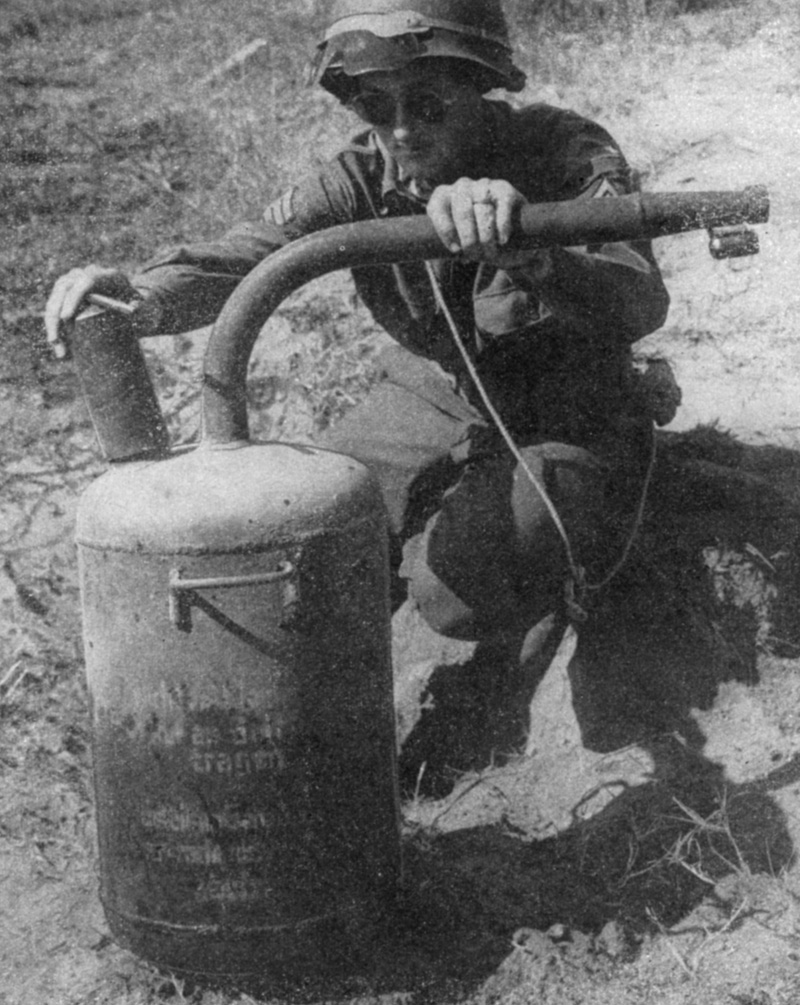
Un soldado estadounidense sostiene un lanzallamas estático alemán, probablemente un Abwehrflammenwerfer 42.

El Abwehrflammenwerfer 42 era un lanzallamas defensivo estático alemán, fougasse de llamas o mina incendiaria utilizada por el Ejército alemán durante la Segunda Guerra Mundial. El diseño fue copiado de las minas rusas FOG-1 que se encontraron en 1941 durante la Operación Barbarroja. Estos generalmente fueron enterrados a intervalos de 11 a 27 m (12 a 30 yardas) cubriendo retenes de carretera, playas de desembarco, muros del puerto y otros obstáculos. Normalmente se combinaban con otros tipos de minas o eran emplazados detrás del alambre de púas, pudiendo ser detonados manualmente o mediante cables de tracción u otros dispositivos. 

## Funcionamiento
La mina consistía en un gran cilindro de combustible de 53 cm (21 in) de alto y 30 cm (12 in) con una capacidad de 29,5 l (6.5 imp gal; 7.8 US gal) que contenía un líquido negro viscoso; Una mezcla de aceites ligeros, medios y pesados. Un segundo cilindro más pequeño, de 67 mm (2.6 in) de diámetro y 25 cm (9.8 in) de altura, fue montado en la parte superior del cilindro de combustible; contenía la carga propulsora, que normalmente era pólvora negra o una mezcla de nitrocelulosa y dinitrato de dietilenglicol. Se fijó un lanzador en el centro de la parte superior del cilindro de combustible, que era un tubo de 50 mm (2,0 in) de diámetro que se elevaba desde el centro del cilindro de combustible y se curvaba para extenderse horizontalmente aproximadamente 50 cm (20 in). Cuando la mina era enterrada, normalmente solo el lanzador sobresalía de la tierra.
Cuando se activaba la mina, una carga de traca encendía la carga propulsora, creando una explosión de gas caliente que obligaba al combustible a salir del cilindro principal y salir por el lanzador. Una segunda traca encendía el combustible cuando salía por el extremo del lanzador. El chorro de combustible ardiendo que era lanzado tenía 4,5 m (15 ft) de ancho y una altura de 2,7 m (8 ft 10 in), con un alcance de unos 27 m (89 ft) y duraba aproximadamente 1,5 segundos.

## Datos técnicos
- Peso total: 50 kg
- Altura del cilindro de combustible: 53 cm
- Capacidad de combustible: 29,5 l
- Diámetro de la boquilla: 50 mm
- Longitud de la boquilla: 50 cm
- Alcance: 25-30 m

## Galería

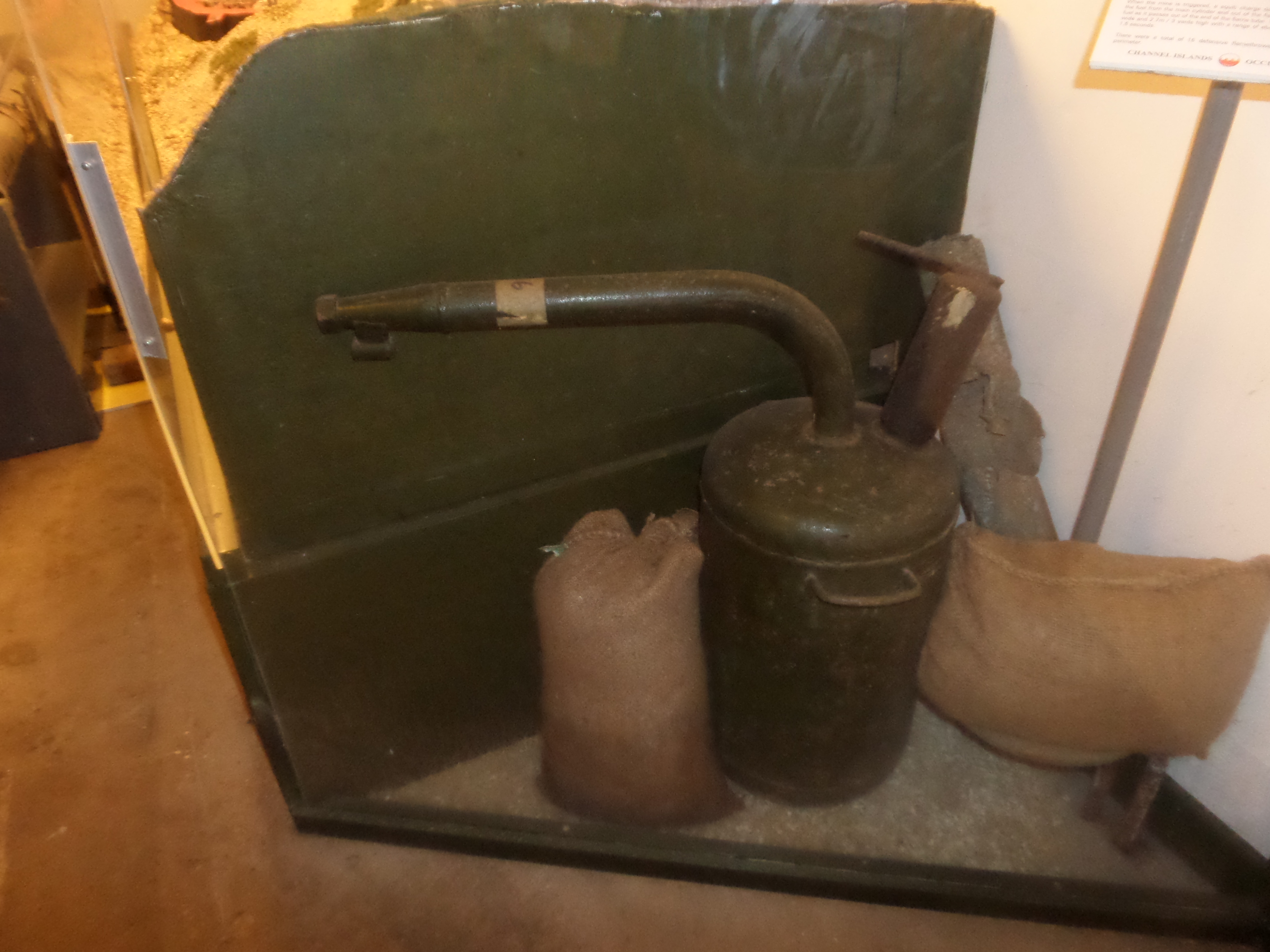
El Abwehrflammenwerfer 42 del Museo de la Batería Lothringen, Jersey.
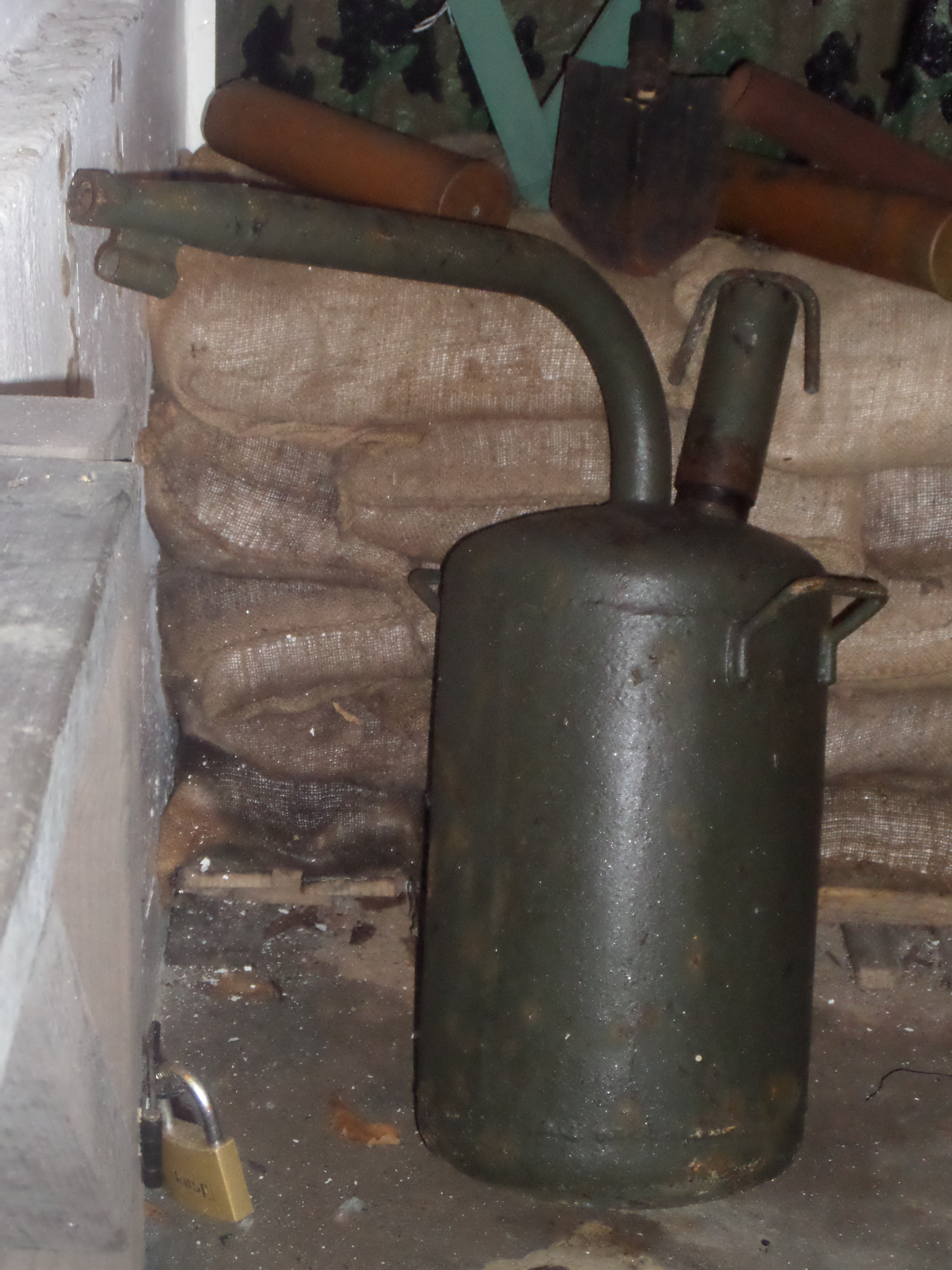
El Abwehrflammenwerfer 42 del Museo War Tunnels, Jersey.
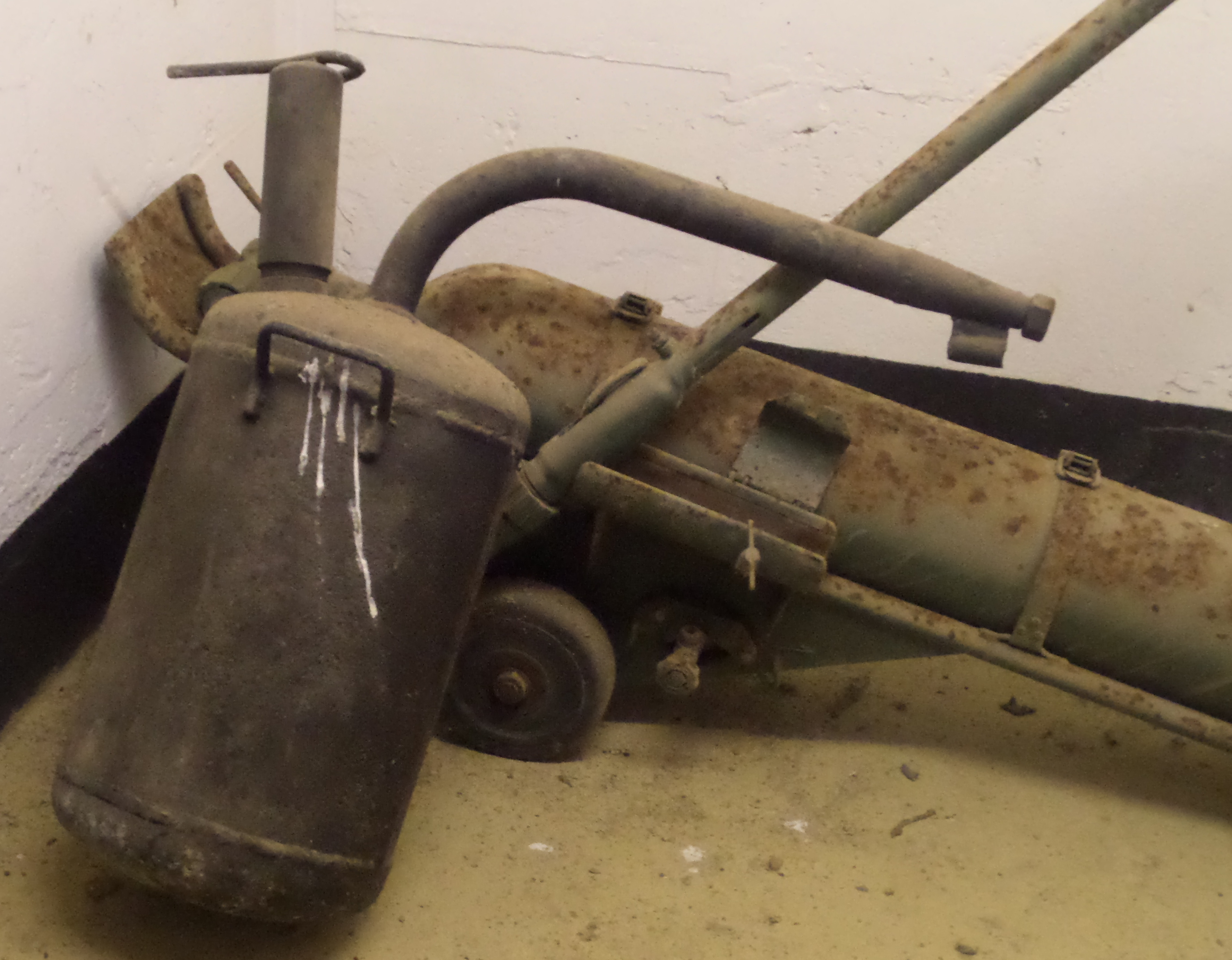
El Abwehrflammenwerfer 42 del Castillo Elizabeth, Jersey.